# 约瑟芬·普奇
约瑟芬·普奇（英語：Josephine Pucci，1990年12月27日—），美国女子冰球运动员，场上位置是后卫。她曾代表美国国家队参加2014年冬季奥林匹克运动会冰球比赛，获得一枚银牌。